# Sibton Abbey
Sibton Abbey (Sibetona) ist eine ehemalige Zisterzienserabtei in Peasenhall rund 7 km nordnordwestlich von Saxmundham in Suffolk in England und rund 300 m nördlich der Straße A 1120. Es war das einzige Zisterzienserkloster in East Anglia.

## Geschichte
Das Kloster wurde im Jahr 1150 von William de Chesney (auch unter dem Namen William fitz Robert bekannt) als Tochterkloster von Warden Abbey, dem zweiten Tochterkloster von Rievaulx Abbey, aus der Filiation der Primarabtei Clairvaux, gestiftet. Die Baugeschichte ist nicht belegt. Die Zahl der Mönche und Laienbrüder stieg im 13. Jahrhundert stark an. 1536 wurde das in Suffolk, Cambridgeshire und Norwich begüterte Kloster, das nach seinem Vermögen noch nicht unter die erste Welle der Klosteraufhebungen gefallen wäre, aufgelöst und vom Abt William Flatbury an den Herzog von Norfolk verkauft. Nunmehr gehört die Anlage der Familie Scrivener.

## Bauten und Anlage

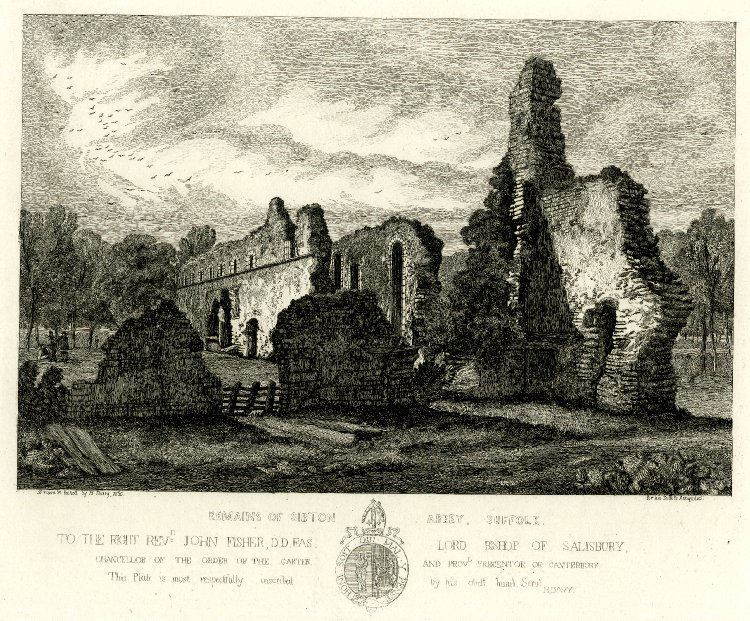
Ruinen von Sibton Abbey, Radierung von Henry Davy (1827)

Von dem Kloster haben sich nur geringe Überreste erhalten, die eine Rekonstruktion nur unvollständig zulassen. Jedoch scheint die Anlage im Wesentlichen dem bei Zisterzienserklöstern Üblichen entsprochen zu haben. Die Kirche, von der nur die Südwand des südlichen Seitenschiffs bis zu einer Höhe von rund 4,50 m erhalten ist, lag im Norden, die Klausur südlich davon. Das Refektorium lag parallel zum südlichen Kreuzgangflügel und nicht wie meist im rechten Winkel zu ihm. Seine Wände stehen noch in beträchtlicher Höhe und lassen Rundfenster erkennen. Am Ostende steht ein großer runder Bogen. Zwischen dem Laienbrüdertrakt im Westen und dem Kreuzgang lag – wie bei Klöstern der Filiation von Clairvaux nicht ungewöhnlich – (vgl. Kloster Eberbach; Kloster Arnsburg, Stanley Abbey, Cleeve Abbey) eine Klostergasse.